# Michael Kvium
Michael Otto Albert Kvium (Horsens, 15 de noviembre de 1955) es un artista danés. Se ha destacado en distintos campos como la pintura, la ilustración, la escultura y varios géneros de performance. Desde principios de los años 1980, ha creado grotescas obras realistas, representando el lado más oscuro de la vida.

## Biografía
Nacido en Horsens, en el este de Jutlandia, Kvium estudió pintura en la Real Academia Danesa de Bellas Artes con Albert Mertz y Stig Brøgger. Sus pinturas y obras gráficas a menudo se parecen al arte de las tiras cómicas o como prolongaciones de las pinturas barrocas del siglo XVII. Representan los aspectos más negativos de la cultura occidental. Los motivos incluyen monstruos grotescos, mitad hombre mitad mujer, a veces acercándose a los autorretratos. En 1981, junto con Erik A. Frandsen y Christian Lemmerz, fue uno de los cofundadores de Værkstedet Værst, un taller de colaboración para la representación el arte de forma colectiva y multidisciplinar. Desde los años 1980, sus obras incluyen formas similares a virus en sus ciclos de crecimiento. Las obras de los años 1990 también incluyen figuras vendadas que representan la parálisis y la claustrofobia, como se puede ver en Kor (1991). Las exposiciones individuales en el ARoS Aarhus Kunstmuseum (2006) y Ordrupgaard (2007) han incluido grandes obras que evocan las relaciones con el paisaje y la naturaleza. Sus obras también incluyen videos, historietas y performances. Ha creado decorados en colaboración con Katrine Wiedemann. Junto con Christian Lemmerz, creó en 2000 una película muda de ocho horas de duración titulada The Wake, inspirada en Finnegans Wake de James Joyce.
Las obras de Kvium están incluidas en las colecciones de muchos museos y galerías de Dinamarca. En 2001, Kvium fue premiado con la Medalla Eckersberg y en 2010 fue condecorado con la Orden de Dannebrog.